# رونالد دير غيليسبي
رونالد دير غيليسبي هو شخصية أعمال كندي، ولد في 14 أبريل 1890، وتوفي في 8 أبريل 1981.